# 夢裡的女孩
〈夢裡的女孩〉（英語：The Girl）是臺灣創作歌手陳零九演唱的歌曲，為電影《想見你》之插曲，由滾石唱片發行，2022年12月28日於各大數位音樂平台上線。

## 背景
〈夢裡的女孩〉是由陳零九為電影《想見你》量身打造之歌曲，由陳零九作曲填詞、崔惟楷參與填詞。他曾為電視劇《想見你》演唱插曲〈看見妳的聲音〉，該歌曲較深情悲傷，此次為電影操刀插曲，一掃先前的陰霾，創作出全糖般甜蜜輕快的曲風。為帶出歌曲初戀般的甜蜜氛圍，他特別用像小孩般直率的語氣來演唱。歌曲描述主角黃雨萱和李子維雙向思念、奔赴的感情，表達和喜歡的人告白、遇見夢中情人的甜蜜感。

## 製作團隊
註：參見音樂錄影帶下方說明文字之人員名單。
- 張暐弘 — 製作人、編曲、和聲
- 陳零九 — 錄音師
- 陳禹丞 — 混音師／母帶後期處理工程師
- 原音兄弟錄音室 — 錄音／混音／母帶後期處理錄音室
- Rock Music Publishing Co., Ltd. — OP

## 榜單成績
| 榜單               | 最高名次 | 最高名次 | 備註        |
| 榜單               | 日榜     | 週榜     | 備註        |
| ------------------ | -------- | -------- | ----------- |
| KKBOX 華語新歌榜單 | 2        | 2        | [ 2 ] [ 3 ] |
| KKBOX 華語單曲榜單 | 4        | 6        | [ 4 ] [ 5 ] |